# Sumatraans stekelvarken
Het Sumatraans stekelvarken (Hystrix sumatrae)  is een zoogdier uit de familie van de stekelvarkens van de Oude Wereld (Hystricidae). De wetenschappelijke naam van de soort werd voor het eerst geldig gepubliceerd door Lyon in 1907.

## Voorkomen
De soort komt voor in Indonesië.